# Кривенький Степан Федорович
Кривенький Степан Федорович (нар. 6 квітня 1941, Вільхівка, Горохівський (нині — Луцький) район, Волинська область  — пом. 15 вересня 1992, Вільхівка, Горохівський (нині – Луцький) район, Волинська область)   — волинський музикант, поет, самодіяльний композитор, автор гімну Волині, заслужений працівник культури України, Почесний громадянин Волині.

## Біографія

### Дитинство та юність
Народився в селі Вільхівка Горохівського (нині – Луцького) району у сім'ї Євдокії і Федора Кривеньких. Крім Степана у сім'ї був старший син Євген.  
У дитинстві любив слухати пісні від матері. Згодом, коли Федір Кривенький приніс із радянсько-німецької війни трофейну гармошку, навчався гри на ній самотужки. 
Батьки Степана Кривенького прийняли рішення відправити його до Горохівської музичної школи у клас баяна. Музичну школу закінчив із відзнакою. Після закінчення середньої школи вступив до Луцького культосвітнього училища. 

### Трудова діяльність
З 1958 по 1992 рік працював художнім керівником Будинку культури села Вільхівка Волинської області.  
У 1961 році разом із головою правління місцевого колгоспу "Шлях Леніна" Володимиром Жигуном створив хор «Хлібодар». Написав значну частину творів із репертуару хору. Під його керівництвом у 1974 році хору «Хлібодар» присвоєно почесне звання «народний самодіяльний».  
Працював також у Горохівському районному будинку культури, керував хором. Володів грою на бандурі, гітарі, скрипці, трубі, фортепіано, цимбалах, сопілці й саксофоні. На громадських засадах Кривенький створив хори при Горохівській районній лікарні, райспоживспілці, у райвідділі внутрішніх справ.  

### Творчий доробок
Створив понад три десятки пісень. Серед найвідоміших – гімн Волині "Волинь моя" та "Мої ясени".    
Окремі твори поширилися серед української діаспори. Пісню "Мої ясени" записала Українська капела бандуристів імені Тараса Шевченка під керівництвом Григорія Китастого. Донька Степана Кривенького Леся Влашинець стверджує, що наприкінці 1980-х з Канади за виконання пісень «Волинь моя», «Мої ясени» і «Вишиванка» Степану Кривенькому надійшов гонорар у розмірі 5 тисяч доларів США, від якого композитор відмовився за наполягання чиновників, віддавши кошти на благодійність. Отримав з Канади платівку із записом пісні «Волинь моя», що прийшла разом із гонораром.   
Співпрацював із поетом Петром Гоцем, на слова якого створив пісню "Молюсь на тебе, краю мій". Писав музику на вірші Лесі Українки.   
За життя не видав жодної збірки власних творів. У 1999 році дружина та донька Степана Кривенького за підтримки Петра Старушика та Миколи Остапчука упорядкували його твори у збірку "Волинь моя". Збірку двічі перевидавали.   

### Смерть і поховання
Помер 15 вересня 1992 року на руках у дружини. Похований на кладовищі у селі Вільхівка Волинської області. На могилі встановлене погруддя (скульптор Леонід Українець).

## Сім'я
Дружина – Марія Климівна. З майбутньою дружиною познайомився на районному семінарі у селі Гектари Волинської області.     
Донька – Леся Влашинець (1969 р.н.) – волинська журналістка, член НСЖУ.   

## Нагороди та відзнаки
14 листопада 1989 року Указом Президії Верховної Ради Української РСР присвоєно почесне звання "Заслужений працівник культури Української РСР".
У 2007 році рішенням Волинської обласної ради посмертно удостоєний звання "Почесний громадянин Волині".

## Ушанування пам'яті
У 2001 році на Волині встановлено обласну мистецьку премію імені Степана Кривенького, яка щороку вручається кращим вокально-хоровим колективам, композиторам, аматорам за значний внесок у розвиток аматорського мистецтва. Хор «Хлібодар» першим був удостоєний цієї премії.
15 травня 2011 року в селі Вільхівка вшановували 70-річчя від дня народження Степана Кривенького. Дочка композитора Леся Влашинець, разом зі своїм сином, внуком композитора Михайлом, відкрили меморіальну пам’ятну дошку Степану Кривенькому на місцевому Будинку культури.  
1 червня 2013 року набрало чинності рішення Луцької міської ради про перейменування вулиці Фрунзе на вулицю Степана Кривенького
25 серпня 2018 року в селі Лобачівка Волинської області в місцевому НД «Просвіта» відбулася прем’єра вистави «Балада про Степана» про життя Степана Кривенького – авторський задум народного артиста України, лауреата Національної премії України імені Тараса Шевченка, провідного актора Національного академічного драматичного театру імені Івана Франка Петра Панчука. Ролі у виставі виконали актори народного аматорського театру села Лобачівка (керівник Андрій Корнейко). 
15 вересня 2019 року у РНД «Просвіта» міста Горохова Волинської області відбувся перший фестиваль-конкурс вокально-хорового мистецтва «Волинь моя, краса моя» присвячений пам’яті Степана Кривенького, який проводиться щорічно. 
Рішенням Горохівської міської ради 2021 рік оголошено Роком Степана Кривенького в Горохівській міській територіальній громаді.